# Движение демократического единства (Португалия)
Движение демократического единства (порт. Movimento de Unidade Democrática, MUD) — полулегальная платформа португальских демократических организаций, выступавших против авторитарного режима Салазара; была основана в октябре 1945 года.
Поражение фашистских режимов во Второй мировой войне поставило клерикально-фашистский режим Estado Novo в затруднительное положение. В надежде улучшить имидж режима в западных кругах правительство санкционировало некоторые ограниченные демократические возможности, такие как создание MUD. Оппозиционные группы уже были организованы в Движение национального антифашистского единства MUNAF, на смену которому пришло MUD.
MUD быстро создал сильную структуру, основанную на местных комитетах на уровне округа, прихода и района. Первоначально в MUD доминировали умеренные элементы оппозиции, но вскоре главной силой движения стала Коммунистическая партия Португалии. Растущее влияние MUD в португальском обществе в сочетании с решительными антикоммунистическими действиями правительства привело к запрету MUD в январе 1948 года.
В 1946 году MUD создало молодежное крыло Juvenile MUD или MUDJ. Эта организация находилась под наибольшим влиянием Коммунистической партии.